# WUXGA
宽屏超级扩展图形阵列（Widescreen Ultra eXtended Graphics Array或WUXGA）是一种分辨率为1920×1200、纵横比为16:10的UXGA格式。这种纵横比在高階15和17英寸笔记本电脑上越来越流行。
Apple生產，並配備Retina Display螢幕系列的筆記型電腦均採用此種格式作為其螢幕的長寬比。